# Solanum capsiciforme
Solanum capsiciforme ist eine Pflanzenart aus der Gattung der Nachtschatten (Solanum) in der Familie der Nachtschattengewächse (Solanaceae). Innerhalb der Gattung wird die Art in die Untergattung Archaesolanum eingeordnet. Das Verbreitungsgebiet liegt in Australien.

## Beschreibung

### Vegetative Merkmale
Solanum capsiciforme ist ein kurzlebiger, aufrecht wachsender Strauch mit weichem Holz. Er ist auf jungen Trieben, den Blütenkelchen und den Spitzen der Blütenkronen mit feinen drüsigen, einfachen Trichomen behaart. Die sympodialen Einheiten sind vielblättrig.
Die jungen Laubblätter sind etwa 8 cm lang und 2 cm breit. Ihre Form ist langgestreckt-lanzettlich, die Ränder sind gewellt und bis zu elffach gelappt. Die Bögen der Lappen sind schwach und gerundet, nur selten sind sie auf mehr als der Hälfte eingeschnitten. Ältere Blätter sind linealisch-lanzettlich, 5 bis 10 cm lang und 0,5 bis 1 cm lang. Sie sind ganzrandig, an der Basis lang-keilförmig, die Spitze ist gerundet oder spitz. Die Blattstiele sind 0,5 bis 1 cm lang.

### Blütenstände und Blüten
Die Blütenstände sind Zymen aus einer bis sechs Blüten. Sie stehen in den Blattachseln oder den Gabelungen der Zweige an 0 bis 10 mm langen Blütenstandsstielen, die Rhachis ist bis zu 5 mm lang. Die schlanken Blütenstiele sind 1 bis 2 cm lang. Die Knospen sind kugelförmig bis elliptisch, die noch geschlossene Krone steht schon früh über die Kronröhre hinaus.
Der Kelch erreicht eine Länge von 2 bis 3 mm, die Kelchröhre wird 1 bis 2 mm lang und ist mit 1 mm langen, spitzen Kelchlappen besetzt. Die Krone ist violett gefärbt, radförmig und misst 2 bis 3 cm im Durchmesser. Die Kronlappen sind miteinander mit einem Gewebe verwachsen, das über die eigentlichen Spitzen der Kronblätter hinausreicht, so dass der Kronsaum etwas eingebuchtet erscheint.
Die Staubfäden sind 1 bis 2 mm lang, die Staubbeutel sind langgestreckt, kräftig und stehen frei und locker aufrecht. Sie werden 2 bis 3 mm lang und öffnen sich über Poren an den Spitzen, die sich zu Schlitzen vergrößern. Der Fruchtknoten ist unbehaart und wird 1 bis 1,5 mm lang. Auf ihm sitzt ein 7 bis 8 mm langer, blass purpurner, leicht gebogener Griffel mit einer kopfigen, leicht verbreiterten, blassen Narbe.

### Früchte und Samen
An der Frucht ist der Blütenstiel etwas gebogen, der Kelch hat sich etwas vergrößert. Die Frucht ist eine 1,5 bis 2,5 cm lange, konische Beere, die zur Reife grün gefärbt ist und dann gemeinsam mit dem Stiel abfällt. Sie ist manchmal etwas bereift, bildet wenig Fruchtfleisch und ist reichlich mit Samen und Steinzellen gefüllt. Die 100 bis 130 (selten nur 80) Samen sind mehr oder weniger scheibenförmig, braun oder graubraun gefärbt und 1,75 bis 2 mm lang. Die Oberfläche ist fein aber auffallend netzartig strukturiert. Die meist etwa 40 Steinzellen (sonst zwischen 30 und 50) sind 1 bis 1,5 mm groß, nur selten sind sie größer als 2 cm. Sie sind kugelförmig oder weisen facettenförmige Vertiefungen auf, oftmals hängen sie auch an den Samen fest.

### Chromosomenzahl
Die Chromosomenzahl beträgt 2n = 46.

## Verbreitung und Standorte
Die Art ist in Western Australia und South Australia verbreitet und wächst dort an oftmals gestörten Standorten mit weniger als 550 mm Jahresniederschlag auf kalkreichen und sandigen Böden.